# Hasiratani Tecudzsi
Hasiratani Tecudzsi (Kiotó, 1964. július 15. –) japán válogatott labdarúgó.
A japán válogatott tagjaként részt vett az 1992-es Ázsia-kupán.

## Statisztika
| Japán válogatott | Japán válogatott | Japán válogatott |
| Időszak          | Mérk.            | gól              |
| ---------------- | ---------------- | ---------------- |
| 1988             | 5                | 1                |
| 1989             | 10               | 0                |
| 1990             | 6                | 1                |
| 1991             | 2                | 1                |
| 1992             | 11               | 0                |
| 1993             | 14               | 2                |
| 1994             | 9                | 1                |
| 1995             | 15               | 0                |
| Összesen         | 72               | 6                |